# Peti letni čas
Peti letni čas je roman Branka Šömna iz leta 1977, ki govori o štirih učiteljicah in mladem pobeglem zaporniku.

## Zgodba
Zgodba se dogaja po 2. svetovni vojni v Prekmurju, govori pa o umirjeni Majdi, vdovi Štefki, svobodomiselni Duši in pesnici Ivanki, ki skupaj živijo na domačiji na vzpetini in delajo na podružnični šoli. Prvega šolskega dne se v njihovo življenje prikrade mladi zločinec Peter, ki ga išče policija. Učiteljice ga vzamejo pod streho in se dogovorijo, da jim bo v zameno pomagal pri ovcah, v sadovnjaku, s sečnjo drv ipd. Majda in Duša si z njim že prvi dan potešita erotično poželenje, Štefka pa kasneje, a si želijo to še kdaj doživeti, medtem ko je njemu najbolj všeč Ivanka, ki se ne vda njegovim čarom. Predčasno odhajajo od pouka, da ne bi slučajno katera bila preveč časa sama z njim. To opazi tudi ravnatelj in na šoli želi ponovno vzpostaviti red, a njegove besede naletijo na gluha ušesa. Če je kdo Petra slučajno videl, rečejo, da je Majdin sorodnik ali Dušin moški – to namreč ni zvenelo sumljivo. Ko jim zgori hlev, pa oficir začne sumiti, da se v hiši nekaj dogaja, pod drobnogled pa jih vzame tudi ravnatelj. Ženske postanejo previdnejše. 
Štefka v prostem času plete in sklene vse svoje izdelke prodati trgovkam, ki so nad njenim delom navdušene. Ena od njih najde Petra in ga izda milici. Miličniki obkolijo hišo in Petra odpeljejo v ječo. Šolski upravitelj ne more verjeti, da je učiteljicam uspelo skrivati mladeniča kar tri mesece.
Komandir od upravitelja zahteva, naj učiteljice delajo le še do konca šolskega leta, nato pa bodo šle tudi one v zapor, saj si kazen zasluži tudi tisti, ki kaznjencu med begom pomaga. Zgodba se konča z običajnim šolskim dnem, ko se učiteljice ena za drugo odpravljajo v šolo, vedoč, da je konec njihovega »petega letnega časa«.

## Literarna zgodovina
»Potemtakem nam Branko Šömen v svojem oblikovanju teme ne ponuja ničesar »zahtevnejšega«, kar bi že v kompoziciji in zlasti v literarni obdelavi snovi preseglo tip povprečnega trivialnega romana, s trdno in kar se da razvidno zgradbo, nerazvejano v stranske zgodbe in usode, (kar pravzaprav pove, da Šömnov Peti letni čas ni roman niti v klasičnem smislu njegove tradicije in definicije).« (Zlobec 1978)
»Uvodna posvetitev »Živojinu Pavloviču nekega jesenskega dne v Prekmurju, ko sva skušala videti usodo štirih učiteljic skozi objektiv ustvarjalne filmske kamere, pa je namesto filma nastal roman«, zelo odkritosrčno odkriva, s kakšno oblikovalsko in logicistično predmotivacijo je pripoved nastala.« (Kmecl 1996)
»Ne v erotični ihti, ki na sentimentalen način razžira nastopajoče samice, ne v zagatnem socialnem svetu, kjer morajo živeti in poučevati, ne odkrije pisatelj nič usodnega ali tragičnega: besedilo ostaja vsepovsod enako brezstrastno, površno, nasilno, vrh vsega pa tudi izjemno šibko v slogu in celo slovnici, v svojem fabulativnem jedru trivialno.« (Inkret 1980)